# N46 (België)
De N46 is een Belgische weg van de N9 te Erpe bij Aalst naar de N8 in Leupegem bij Oudenaarde.
Het is een belangrijke verbindingsweg tussen de arrondissementen Oudenaarde en Aalst, die samen het Kiesarrondissement Aalst-Oudenaarde vormen.

## Snelheidsbeperkingen
De maximale snelheid op deze weg varieert frequent.
Op het grootste deel geldt een snelheidsbeperking tot 70 km per uur.
Door lintbebouwing over bijna de volledige lengte van deze weg zijn er stukken waar 50 km per uur geldt. Men rijdt van het ene dorp naar het andere.
Er zijn ook scholen langs deze weg, en daar geldt 30 km per uur.
Op belangrijke kruispunten staan flitscamera's.

## Verkeersdrukte
Het stuk tussen het Zwalmshoofd te Munkzwalm en de oprit op de E40 in Erpe-Mere heeft een drukke ochtendspits richting E40, en een drukke avondspits richting Oudenaarde.
Er maken veel pendelaars van de streek per wagen gebruik van deze weg om de E40 naar Brussel te bereiken. Andere pendelaars rijden verder naar Aalst.
In het zuidoostelijke gedeelte tussen Zwalm en Oudenaarde is er 's ochtends druk pendelverkeer naar Oudenaarde, en 's avonds in de andere richting weg van Oudenaarde.
Er is ook druk autoverkeer naar de treinstations die in de buurt liggen van de N46.
De N46 wordt ook gebruikt door lijnbussen.
Ten zuiden van de N46 loopt de spoorlijn 89 van Denderleeuw naar Kortrijk.
Verschillende treinstations op deze lijn tussen Burst en Oudenaarde liggen niet ver van de N46.
Er zijn treinstations afgeschaft op deze spoorlijn, die ook niet veraf lagen van de N46, wat meer autoverkeer geeft op de N46.
In Erpe-Mere lopen 2 spoorlijnen over de N46, spoorlijn 82 (Burst-Aalst) loopt gelijkvloers over de N46 net na de E40 oprit Brussel-Gent ter hoogte van de Loskadestraat, ook is er aan datzelfde punt een station genaamd Erpe-Mere tijdens de spits in schoolperiode’s rijden hier in  enkele ritten tussen Aalst en Burst, hierdoor ontstaat er altijd file op de N46 tussen Aalst en Erpe-Mere omdat de overweg gesloten blijft gedurende de trein er in Erpe-Mere halt houdt.
Even verder ter hoogte van het nieuwe industrieveld richting Aalst loopt Spoorlijn 50A (Brussel-Gent-Brugge-Oostende) over een dubbele viaduct enerzijds over de N46 en anderzijds over spoorlijn 82.

## Infrastructuur
Het gedeelte tussen de Erpe en Burst was vroeger een drievaksweg. Het middelste rijvak werd gebruikt om in te halen in beide richtingen.
Door de regelmatige ongevallen is de middelste strook gewijzigd in vluchtheuvels, voorsorteervakken om naar links af te slaan, en gearceerde verkeersvrije zones.
Een groot gedeelte van de N46 is langs beide kanten begrensd door een parkeerstrook en een fietspad. Het gedeelte tussen Elene en Velzeke en het gedeelte in Welden heeft geen parkeerstroken en een fietspad langs de rechterzijde richting Oudenaarde.
In 2019 en 2020 werd de N46 in Herzele heraangelegd met nieuw wegdek en gescheiden fietspaden tussen Burst, Borsbeke en Hillegem . Tussen 2021 en 2026 wordt de N46 in Zottegem heraangelegd met nieuw wegdek en gescheiden fietspaden vanaf kruispunt De Vos in Elene tot de Windmolenstraat in Velzeke-Ruddershove .
De N46, de N415 en de N454 zijn de drie belangrijkste assen in Zwalm.
Het Zwalmshoofd is een van de twee belangrijkste wegenknooppunten in deze gemeente.

## Erfenis van een oude heirweg
Op een aantal plaatsen loopt de N46 over een oude heirweg. Op andere plaatsen is de N46 een rechttrekking of verplaatsing ten opzichte van deze oude heirweg.
Op de meeste plaatsen is nog te zien waar deze weg vroeger liep. En het is ook te merken aan de straatnamen van de vroegere trajecten.
- In Erpe volgt de N46a, de Dorpsstraat, de oude route van de N46.
- In Bambrugge loopt de Oudebaan parallel links van de N46.
- In Burst loopt de oude Oudenaardstesteenweg ook parallel links van de N46. De N46 zelf draagt daar dezelfde naam Oudenaardsesteenweg.
- Tussen Burst en Bambrugge loopt de Oudeheerweg, ten noorden, rechts dus van de N46. Deze loopt over de heuvelkam, de Kampenheuvel, terwijl de N46 meer het lager gedeelte volgt.
- Uiteraard is Velzeke bekend als vicus langs deze oude heirweg.
- Tussen Hundelgem en het Hoofd in Munkzwalm loopt de Steenweg, parallel ten noorden dus rechts van de N46.
- In Nederzwalm is de N46 rechtgetrokken, tussen de Ter Biestmolen en de rotonde. Een aantal korte bochten en het centrum van Nederzwalm worden zo vermeden.
- Voorbij de Mode te Welden loopt links parallel van de N46 de Nederenamestraat op het oude traject. De N46 zelf noemt daar ook Nederenamestraat.
- In Ename tussen de Rekkemstraat naar Volkegem en de Bergstraat naar Oudenaarde liep de N46 vroeger meer ten westen, op de Aalststraat. De N46 volgt daar nu de Wijnendale.

## N46a
De N46a is een aftakking van de N46 in Erpe. De route van 1,5 kilometer gaat door het dorp heen, waarbij de N46 zelf langs het dorp gaat. De route gaat over de Dorpsstraat.